# Province de Paita
La province de Paita (en espagnol : Provincia de Paita) est l'une des huit provinces de la région de Piura, au nord-ouest du Pérou. Son chef-lieu est la ville de Paita.

## Géographie

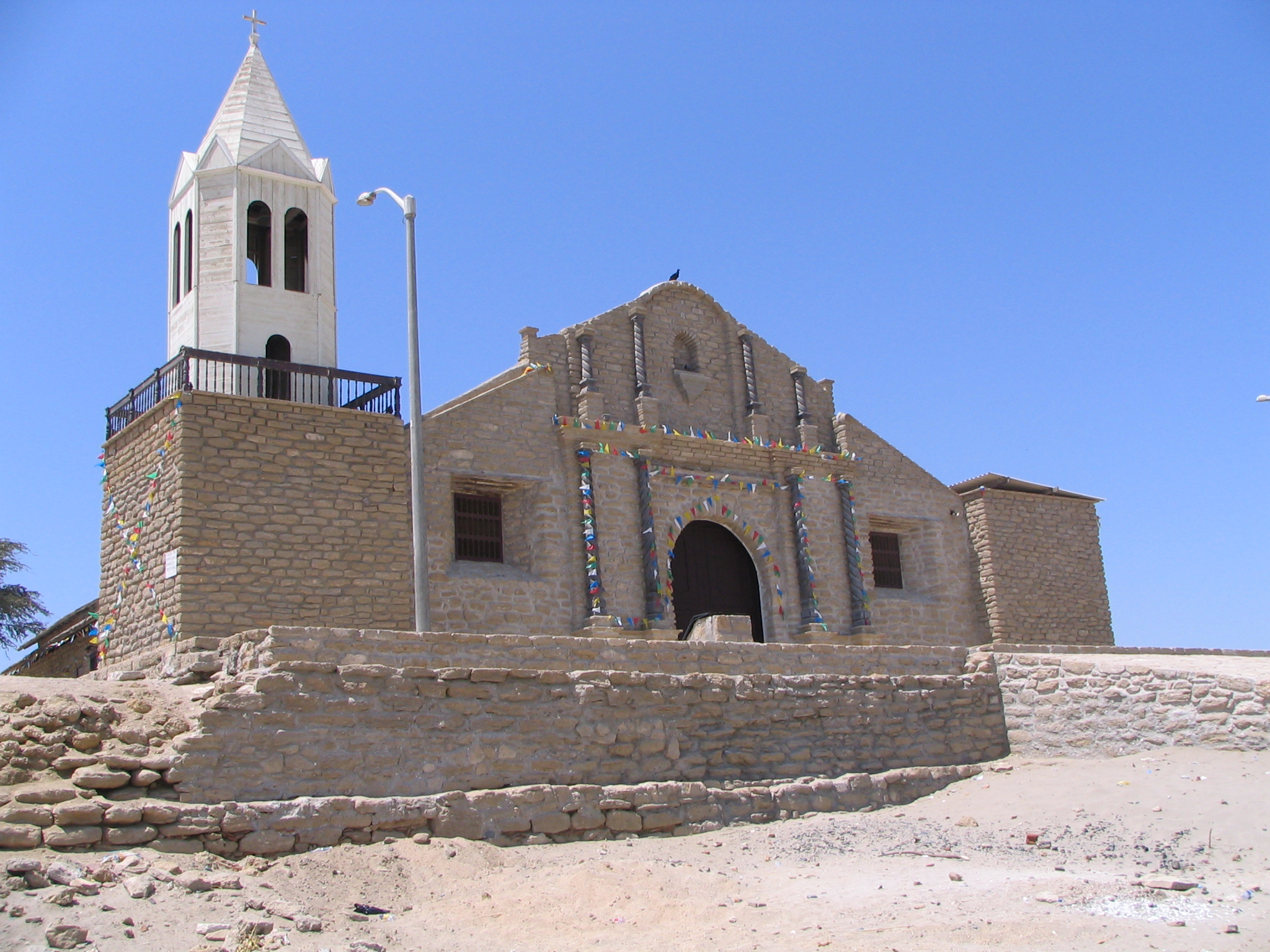
Église de San Lucas à Colán (Piura, Pérou).

La province couvre une superficie de 1 785,16 km2. Elle est limitée au nord par la province de Talara, à l'est par la province de Sullana, au sud par les provinces de Piura et de Sechura, à l'ouest par l'océan Pacifique.

## Population
La province comptait 105 151 habitants en 2005.

## Subdivisions
La province de Paita est divisée en 7 districts :
- Amotape
- Colan
- El Arenal
- La Huaca
- Paita
- Tamarindo
- Vichayal